# Aloe chloroleuca
Aloe chloroleuca é uma espécie de liliopsida do gênero Aloe, pertencente à família Asphodelaceae.